# Reitham (Warngau)
Reitham ist ein Gemeindeteil der Gemeinde Warngau im oberbayerischen Landkreis Miesbach. 

## Geographie
Das Kirchdorf liegt südlich von Oberwarngau an der MB 12. Westlich des Ortes verläuft die B 318 und östlich die Kreisstraße MB 19. Der Ort wurde um das Jahr 1017 erstmalig urkundlich erwähnt.

## Baudenkmäler
In der Liste der Baudenkmäler in Warngau sind für Reitham fünf Baudenkmäler aufgeführt, darunter
- die katholische Filialkirche Mariä Heimsuchung.

## Belege
1. ↑  Reitham. Gemeinde Warngau